# 大赛芬
大赛芬是德国莱茵兰-普法尔茨州的一个市镇。总面积1.52平方公里，总人口608人，其中男性305人，女性303人（2011年12月31日），人口密度400人/平方公里。